# Andrea Prodan
Andrea Prodan (Roma, 16 novembre 1961) è un attore, cantante e musicista italiano.

## Biografia
Andrea Prodan è fratello del musicista italiano Luca Prodan. 
Educato in Inghilterra, all'età di 12 anni è stato capocorista del coro della King's School, Canterbury. Come voce solista ha registrato A Song for All Seasons.
Nel 1983 ha abbandonato gli studi universitari in Inghilterra, e si è trasferito a Tunisi dove per un anno e mezzo è stato assistente-operatore e interprete con il direttore della fotografia Ennio Guarnieri.
Il suo primo ruolo da attore è stato nella mini-serie televisiva A.D. - Anno Domini (1985), in cui è apparso accanto ad Ava Gardner e Fernando Rey. Due anni dopo ha esordito come co-protagonista nel film drammatico Interno berlinese di Liliana Cavani. Sono seguiti i film Good Morning Babilonia dei fratelli Taviani e Il ventre dell'architetto di Peter Greenaway. Nel 1987 ha interpretato il ruolo di Ettore Majorana nel film I ragazzi di via Panisperna di Gianni Amelio. In seguito ha lavorato con vari registi tra i quali Giuseppe Bertolucci, Guido Chiesa e Fiorella Infascelli. 
Nel 1995 si è recato in Argentina, con il suo amico regista Luigi Zanolio, per registrare Viva Voce, un insolito disco nel quale ha impersonato tutti gli strumenti usando esclusivamente la sua voce. Il lavoro ha riscosso eccellenti critiche e il musicista inglese Peter Gabriel lo ha annoverato fra i suoi dischi preferiti dell'anno. 
Nel 2000 ha lavorato nel film Canone inverso - Making Love di Ricky Tognazzi.
Nel 2001 ha deciso di stabilirsi in Argentina. 
Nel 2002 ha lavorato con Luigi Zanolio come protagonista di una serie di spot televisivi per la tv nazionale. Lo spot 'Siamo Fuori' per la birra Quilmes ha ingannato il pubblico argentino, in stile Orson Welles.
Nel 2005 è stato diretto da Emanuele Crialese nel film Nuovomondo, Leone d'Argento a Venezia 2006.
Andrea Prodan ha composto le musiche per due film argentini (El Jardín Primitivo e Caballos en la Ciudad), e per innumerevoli spot pubblicitari.
Ha condotto il programma radiofonico "Metiendo Pua" (dedicato ai dischi in vinile), e creato il progetto musicale 'ROMAPAGANA'. Ha registrato il disco ' Isla 2' con Celina Varela. Ha pubblicato tre dischi solisti basati sull' 'Atto Spontáneo'.

## Vita privata
Andrea Prodan ha tre figli. Attualmente vive dividendosi tra Buenos Aires e Cordoba.

## Filmografia  parziale
- 1984: Giochi d'estate
- 1985: A.D. - Anno Domini (A.D.)
- 1987: Good Morning Babilonia
- 1987: Il ventre dell'architetto
- 1986: Interno berlinese (Pasiones)
- 1988: I ragazzi di via Panisperna

Andrea Prodan nel film I ragazzi di via Panisperna

- 1988: Zugzwang / Obbligo di giocare
- 1989:  Con i piedi per aria
- 1991: Cielo che brilla intensamente (The Burning Shore)
- 1991: La primavera di Michelangelo
- 1992: Zuppa di pesce
- 1993: La domenica specialmente
- 1994: La Biblia - Abraham (Abraham)
- 2001: Leyendas de Jesús - José de Nazaret (Gli Amici di Gesù - Giuseppe di Nazareth)
- 2002: La entrega
- 2003: El jardín primitivo
- 2005: La esperanza
- 2006: Nuovomondo
- 2008: Together/Juntos
- 2014: Planta madre
- 2018: L'uomo che comprò la luna